# Burkina Faso aux Jeux paralympiques d'été de 2012
Le Burkina Faso participe aux Jeux paralympiques d'été de 2012 à Londres du 29 août au 9 septembre. Il s'agit de sa cinquième participation aux Jeux paralympiques depuis les Jeux de Barcelone en 1992. Le Burkina Faso n'a jamais remporté de médaille durant ses cinq participations. Lors des Jeux paralympiques d'été de 2008, le Burkina Faso n'avait qu'un seul athlète. Le Burkina Faso dispose de deux athlètes pour une seule catégorie sportive lors de ces Jeux paralympiques

## Cyclisme
Femmes
- Kadidia Nikiema

Hommes
- Lassane Gasbeogo